# In Concert – Brandeis University 1963
In Concert – Brandeis University 1963 je koncertní album amerického písničkáře Boba Dylana, nahrané v Brandeis Folk Festival v Walthamu, Massachusetts 10. května 1963 a vydané 11. dubna 2011.

## Seznam skladeb
Všechny skladby napsal Bob Dylan, není-li uvedeno jinak.

### První set
1. „Honey, Just Allow Me One More Chance (Incomplete)“ (Dylan, Henry Thomas) – 1:57
2. „Talkin' John Birch Paranoid Blues“ – 4:40
3. „Ballad of Hollis Brown“ – 7:10
4. „Masters of War“ – 6:30

### Druhý set
1. „Talkin' World War III Blues“ – 6:24
2. „Bob Dylan's Dream“ – 5:57
3. „Talking Bear Mountain Picnic Massacre Blues“ – 5:44